# 富良縣 (交阯)
富良縣，是明代交阯承宣布政使司太原府下轄的一個縣，治所約在今越南太原省富良县。其境內有巨潭山，出產鐵，又有益山，出產銀。

## 沿革
- 永樂五年（1407年）六月癸未置，屬太原直隸州領[3][4]。
- 永樂六年冬十月己卯，陞交阯太原州為太原府[5][6][7][8][9]。
- 永樂十四年五月丙午，設交阯富良縣僧會司[10]。
- 永樂十五年冬十月戊子，革交阯太原府富良縣之僧會司，以附太原府郡城，不應設[11]。
- 永樂十七年三月癸亥，設富良縣儒學[12]。
- 永樂十七年九月丙辰，廢太原府洞喜縣入富良縣[13]。